# Абу Бакр Шишани
Абу Бакр Шишани — один из амиров чеченских моджахедов в гражданской войне в Сирии, также участник второй чеченской войны и вторжения боевиков в Дагестан. Получил известность под именем Абу Бакр Шишани (араб. أبو بكر الشيشاني, Абу Бакр Чеченский‎).

## Биография

### Вторжение боевиков в Дагестан и вторая чеченская война
О деятельности Абу Бакра Шишани до вторжения боевиков в Дагестан сведений нет. По словам создателя проекта «From Chechnya to Syria» Джоанны Паращук, во время второй чеченской войны Абу Бакр воевал против российских войск как рядовой боец и принимал участие в вооружённом мятеже в Дагестане в 1999 году, когда группы боевиков из Чечни вторглись в несколько районов Дагестана. Также, по словам аналитика, Абу Бакр воевал бок о бок с Хаттабом, в результате был тяжело ранен и выехал из Чечни. Паращук отмечает, что в этом его история схожа с историей других чеченских ветеранов в Сирии, таких как амир «Аджнад аль-Кавказ» Абдул-Хаким Шишани и военный амир Хамза Шишани.

### Гражданская война в Сирии
С 2012 года Абу Бакр занимал должность военного амира джихадистской бригады «Джунуд аш-Шам», которая в тот период развёртывалась в провинции Латакия и участвовала в операциях по взятию города Касаб и города Джиср аш-Шугур в провинции Идлиб. В англоязычном источнике его называют одним из известных чеченских командиров в Сирии.
В 2016 году стало известно, что Абу Бакр покинул «Джунуд аш-Шам» и присоединился к другому джамаату «Аджнад аль-Кавказ», где занял должность амира одной из групп. На фотографиях, опубликованных на сайте «chechensinsyria.com», Абу Бакр Шишани предстаёт на фоне флага «Аджнад аль-Кавказ». На одной из фотографий он фигурирует рядом с Хамзой Шишани, военным амиром джамаата «Аджнад аль-Кавказ», и Умаром Шишани, амиром бригады «Катаиб Ибад ар-Рахман».
В начале марта 2017 года ряд источников сообщил, что Абу Бакр Шишани, бывший военный амир «Джунуд аш-Шам», имеет свой независимый джамаат в Латакии. Действительно, в 2017 году по непонятным причинам он оставил пост командира структурного подразделения «Аджнад аль-Кавказ» и образовал отдельный небольшой джамаат, который назвал «Сейфул аш-Шам» («Меч Шама») и также базируется в провинции Латакия, как некоторые другие умеренные джамааты, возглавляемые уроженцами Чечни.

## Книги
- Caleb Weiss. Transformative Networks: the Case of North Caucasian and Central Asian Jihadist Networks. — University of Illinois at Urbana-Champaign, 2017. — 132 с.